# Drew MacIntyre
Drew MacIntyre, född 24 juni 1983, är en kanadensisk professionell ishockeymålvakt som spelar för Carolina Hurricanes i NHL. Han har tidigare representerat Buffalo Sabres, Atlanta Thrashers, Vancouver Canucks och Toronto Maple Leafs.
MacIntyre draftades i fjärde rundan i 2001 års draft av Detroit Red Wings som 121:a spelare totalt.